# 桑德萊克 (紐約州)
桑德萊克（英語：Sand Lake）是一個位於美國紐約州倫塞勒縣的鎮。

## 人口
根據2020年美國人口普查的數據，桑德萊克的面積為93.68平方千米，當中陸地面積為90.78平方千米，而水域面積為2.90平方千米。當地共有人口8348人，而人口密度為每平方千米89人。